# FC Santa Clarita
El FC Santa Clarita es un equipo de fútbol de los Estados Unidos que juega en la NPSL, la quinta liga de fútbol en importancia en el país.

## Historia
Fue fundado en el año 2006 en la ciudad de Lancaster, California con el nombre Lancaster Rattlers como un equipo de expansión de la USL Premier Development League en la temporada 2007 y es el primer equipo de fútbol de Antelope Valley del área del sur de California.
Su primer partido oficial lo jugaron el 28 de abril del 2007 y fue una derrota 1-2 ante el Ventura County Fusion y su primera victoria fue de 2-1 ante el San Francisco Seals en una temporada muy mala para el club en la que acabaron en último lugar de su división y como el segundo peor equipo de la USL Premier Development League en esa temporada, solo mejor que el Cocoa Expos.
Tras tres malas temporadas en la cuarta división, el club decide bajar un nivel y unirse a la NPSL para la temporada 2011 y para el mes de agosto del 2011 deciden mudarse a Santa Clarita, California, y cambiar su nombre por el de Santa Clarita Storm.

## Estadios
- Palmdale High School Ground; Palmdale, California (2007)
- Pete Knight High School Field; Palmdale, California (2008)
- Brent Newcomb Stadium en Antelope Valley High School; Lancaster, California (2009-2011)
- Hart High School; Santa Clarita, California (2012)
- Valencia High School; Santa Clarita, California (2012)
- Canyon High School; Santa Clarita, California (2012)

## Entrenadores
- Steve Mackenzie (2007)
- Gary Brunner (2007)
- Costa Skouras (2008)
- Javier Gallegos (2008)
- David López (2009)[1]
- Jarrod Cline (2010-2011)
- Jose Meza (2012–)

## Jugadores

### Jugadores destacados
- Carlos Aguilar
- Miguel Ibarra
- Aaron Pérez
- Alex Harlley